# Trigonidium loretoense
Trigonidium loretoense är en orkidéart som beskrevs av Rudolf Schlechter. Trigonidium loretoense ingår i släktet Trigonidium och familjen orkidéer. Inga underarter finns listade i Catalogue of Life.